# Fountains of Wayne
Fountains of Wayne is een Amerikaanse pop/rockband, opgericht in 1996. De band is vooral bekend dankzij de hitsingles "Stacy's Mom" en "Hackensack".

## Bandleden

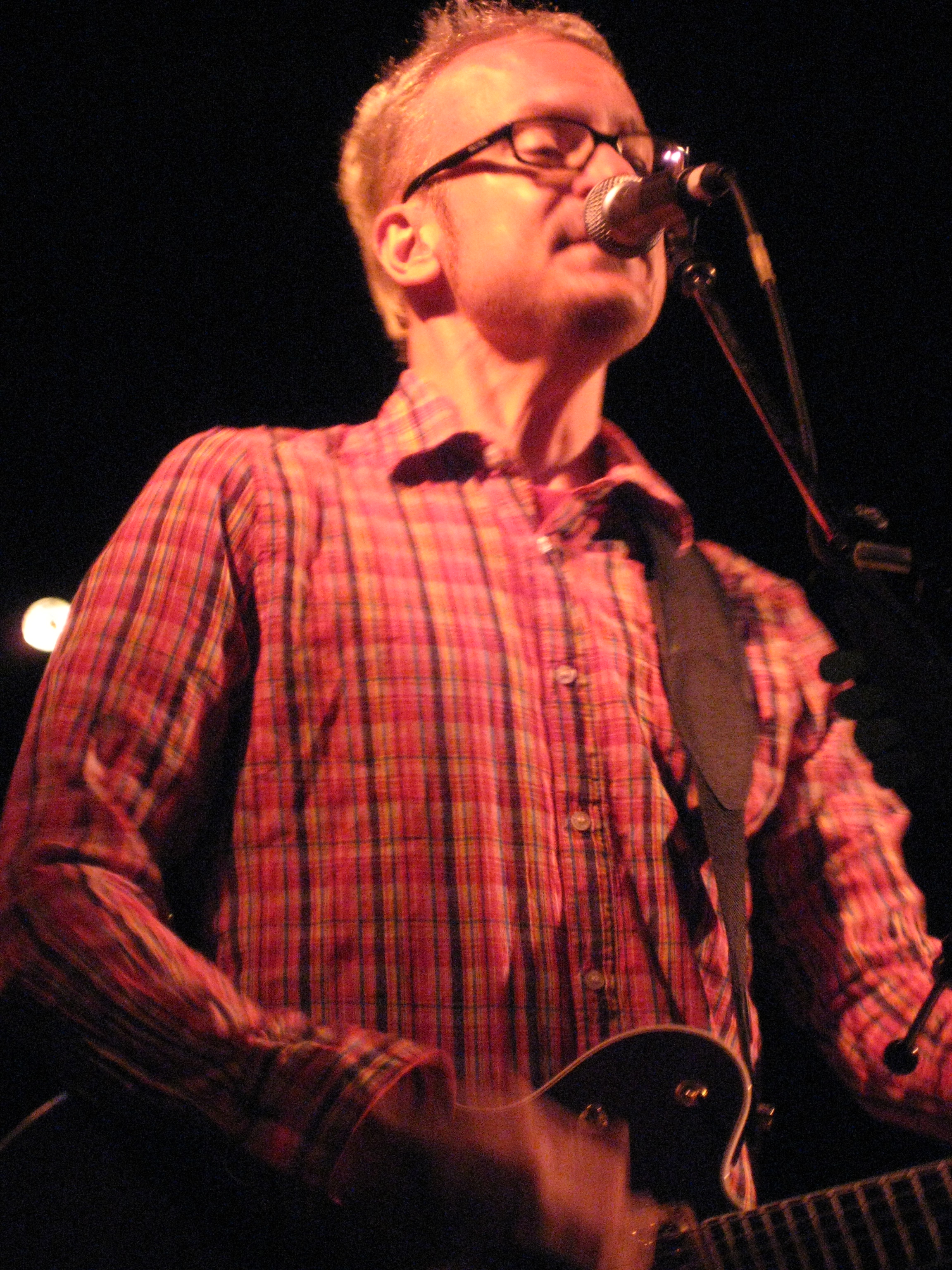
Zanger Collingwood tijdens een concert in Toronto in juni 2007

- Chris Collingwood - zang, gitaar
- Adam Schlesinger - basgitaar
- Jody Porter - gitaar
- Brian Young - drums

## Verleden tot heden

### Het begin (1995)
De band is opgericht door Adam en Chris. Zij kenden elkaar van de hogeschool en na in verscheidene bands te hebben gespeeld, eerst samen, daarna apart, besloten ze in 1995 hun eigen band op te richten met Jody en Brian: Fountains of Wayne, vernoemd naar een winkel in New Jersey.

### Eerste albums (1996-2000)
In 1996 kwam hun eerste album uit: Fountains of Wayne. De singles "Radiation Vibe" en "Sink To The Bottom" kregen op de Amerikaanse radio wel aandacht, maar het album was niet zo'n succes als gehoopt.
In 1999 kwam het tweede album uit: Utopia Parkway. Van recensenten ontving het album veel positieve reacties, maar net als bij het eerste album bleven de hoge verkoopcijfers uit. De spanningen binnen de band liepen hoog op en na een derde geflopte single liet de platenmaatschappij hen zitten. De band ging uit elkaar en de leden zochten allemaal hun eigen geluk in de muziekindustrie.

### Comeback (2001-2003)
In 2001 kwam de band langzaam weer bij elkaar. Er werd geld bij elkaar gesprokkeld door verschillende muzikale projecten om zo een nieuw album te kunnen financieren.
In 2003 kwam hun nieuwe album uit: Welcome Interstate Managers. De eerste single, "Stacy's Mom", werd een groot internationaal succes dankzij MTV, die voor een muziekvideo zorgde met supermodel Rachel Hunter. Hoewel de volgende twee singles niet zo'n groot succes werden, was Fountains of Wayne in een klap een stuk populairder.

### 4e en 5e albums (2004-2007)

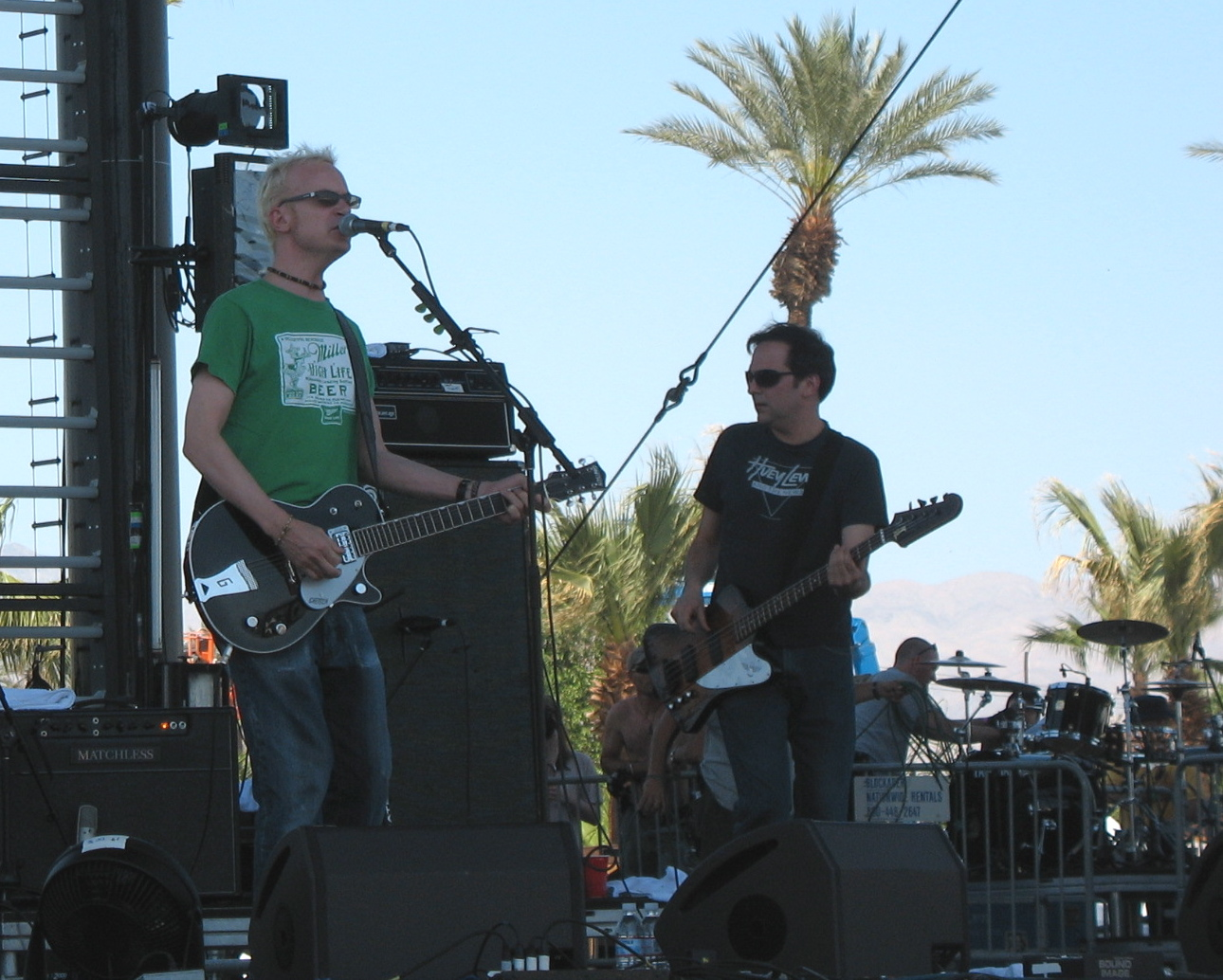
Concert in april 2007

In juni 2005 kwam Out of State Plates uit, een collectie van B-kanten en twee nieuwe liedjes, voornamelijk voor de echte fans.
In april 2007 komt hun nieuwste album uit: Traffic & Weather. Opnieuw zijn de bladen lovend over het werk van Fountains of Wayne. De eerste single van dit album, "Someone To Love", heeft in verschillende landen bekendheid gehad.

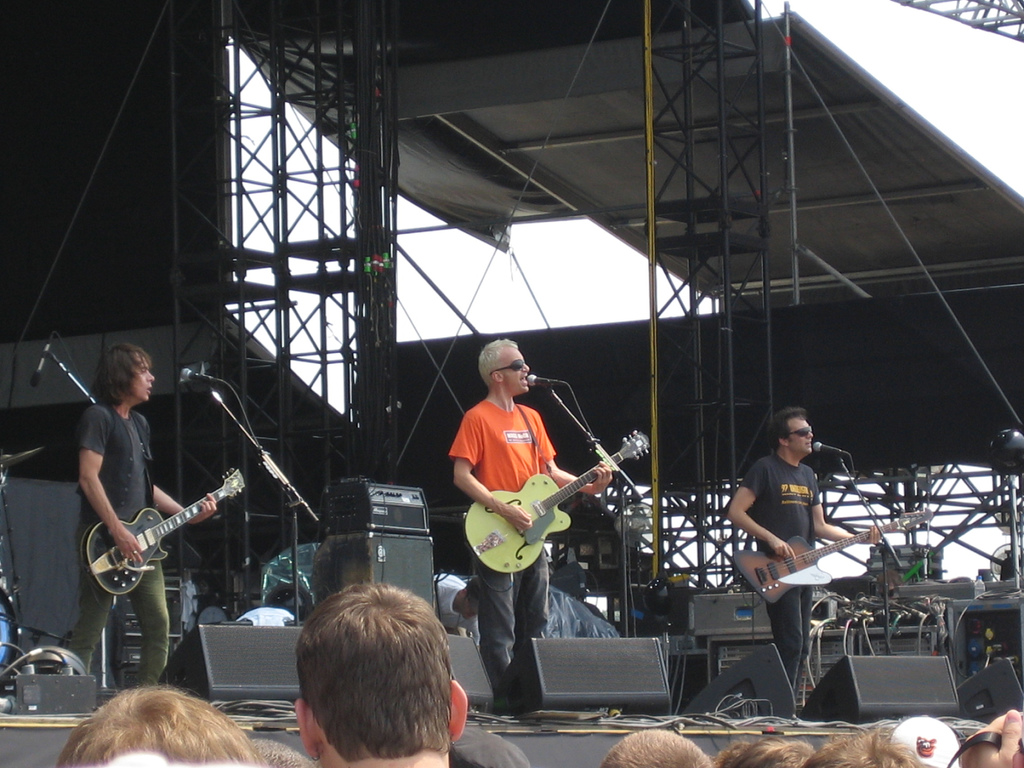
In Baltimore in augustus 2007

### Sky Full of Holes (2007-heden)
In april 2011, na een paar jaar stilte en een klein aantal akoestische optredens, wordt bekend dat op 2 augustus 2011 de nieuwe cd uitkomt, getiteld Sky Full of Holes. Voorafgaand aan de release van het album, zal de band intensief toeren.

Overlijden Adam Schlesinger
Op 1 april 2020 raakte bekend dat de bassist Adam Schlesinger overleed aan de complicaties die het coronavirus met zich meebracht. Hij werd eerder die week opgenomen in een New Yorks ziekenhuis. Daar werd covid-19 bij hem vastgesteld. Schlesinger overleed woensdagochtend 01/04/2020, en laat twee dochters na. Hij werd 52.

## Discografie

### Fountains of Wayne (1996)
1. Radiation Vibe

2. Sink to the Bottom

3. Joe Rey

4. She's Got a Problem

5. Survival Car

6. Barbara H.

7. Sick Day

8. I've Got a Flair

9. Leave the Biker

10. You Curse at Girls

11. Please Don't Rock Me Tonight

12. Everything's Ruined

13. Karpet King (alleen in Japan)

### Utopia Parkway (1999)
1. Utopia Parkway

2. Red Dragon Tattoo

3. Denise

4. Hat and Feet

5. Valley of Malls, The

6. Troubled Times

7. Go, Hippie

8. Fine Day for a Parade, A

9. Amity Gardens

10. Laser Show

11. Lost in Space

12. Prom Theme

13. It Must be Summer

14. Senator's Daughter, The

15. I Know You Well (alleen in Japan)

### Welcome Interstate Managers(2003)
1. Mexican Wine

2. Bright Future in Sales

3. Stacy's Mom

4. Hackensack

5. No Better Place

6. Valley Winter Song

7. All Kinds of Time

8. Little Red Light

9. Hey Julie

10. Halley's Waitress

11. Hung Up on You

12. Fire Island

13. Peace and Love

14. Bought for a Song

15. Supercollider

16. Yours and Mine

17. Elevator Up (alleen in Japan)

### Out-of-State Plates (2005)
1. Number 45 Sunblock

2. Maureen

3. California Sex Lawyer

4. Janice's Party

5. Karpet King

6. Baby I've Changed

7. I Know You Well

8. You're Just Never Satisfied

9. I'll Do the Driving

10. Nightlight

11. I Want You Around

12. Trains and Boats and Planes

13. Places

14. Can't Get It Out of My Head

15. City Folk Morning

16. Girl I Can't Forget, The

17. Baby One More Time

18. Elevator Up

19. Comedienne

20. Kid Gloves

21. Today's Teardrops

22. She's Got a Problem

23. These Days

24. I Want an Alien for Christmas

25. Man in the Santa Suit, The

26. Chanukah Under the Stars

27. Killermont Street

28. Half a Woman

29. Small Favors

30. Imperia

### Traffic And Weather (2007)
1. Someone to Love

2. '92 Subaru

3. Yolanda Hayes

4. Traffic and Weather

5. Fire in the Canyon

6. This Better Be Good

7. Revolving Dora

8. Michael and Heather at the Baggage Claim

9. Strapped for Cash

10. I-95

11. Hotel Majestic

12. Planet of Weed

13. New Routine

14. Seatbacks and Traytables

15. Sense Into You (alleen in Japan)